# Lilla Agntjärnen
Lilla Agntjärnen är en sjö i Marks kommun i Västergötland och ingår i Viskans huvudavrinningsområde.